# Mercedes-Benz Citaro
De Mercedes-Benz Citaro is een lijn van semi-lagevloerbussen van Mercedes-Benz/EvoBus en wordt sinds 1997 geproduceerd als opvolger van de O405 N. Door de traploze in- en uitstap (voorste deur 32 cm, achterste deur(en) 34 cm) wordt het in- en uitstappen vergemakkelijkt. Bij (verhoogde) trottoirs wordt een (bijna) gelijkvloerse in- en uitstap gecreëerd. Dit is met name handig voor mensen die slecht ter been zijn en mensen met bijvoorbeeld een kinderwagen. Voor rolstoelers is een rolstoelplank aanwezig (manueel of elektrisch te bedienen).

## Kenmerken
Naast de standaardversie bestaan er vier subtypen: een korte versie (Citaro K), een verlengde versie (Citaro L), een gelede bus (de Citaro G), de in 2003 geïntroduceerde elektrische bus met als brandstof waterstof (de Citaro BZ) vervangen door Citaro FuelCELL-Hybrid (de Citaro BZH) en de in 2005 geïntroduceerde Citaro LE (Low-Entry). De streekdienstversies krijgen een letter Ü (van het Duitse woord Überlandverkehr - vervoer over land) toegevoegd (bijvoorbeeld LE Ü en GÜ). De streekdienstversie heeft meer en betere kwaliteit passagiersstoelen, maar minder staanplaatsen in vergelijking met de stadsbusuitvoering. De Citaro K is alleen leverbaar als stadsbus. Op basis van de Citaro werden ook verlengde gelede bussen van 19,5 en 21 meter ontwikkeld, de Mercedes-Benz CapaCity.
Door gebruik van AdBlue wordt het mogelijk dat dieselmotoren voldoen aan de in 2005 ingevoerde Euro IV-norm, Euro V-norm en de Euro VI-norm. Met dit middel wordt de katalysator geregeld schoongebrand.
De Citaro kan, net als bij veel andere busmerken, helemaal aangepast worden aan de wensen van de vervoersmaatschappij. Designer James Irvine heeft in het kader van de Expo 2000 een afwijkend Citaro type ontworpen voor het vervoerbedrijf van Hannover. Bij RET waren twee bussen van het type Citaro G Hybride in gebruik. Naast de genoemde modellen is er ook een Citaro MÜ, met een lengte van 13.008 mm.
In 2011 werd de tweede generatie Citaro (Citaro 2) gepresenteerd. Sinds 2014 werd een snel schakelende automatische versnellingsbak ingebouwd. Met deze automatische versnellingsbak werd Het Nieuwe Rijden mogelijk.
Mercedes-Benz optimaliseert in 2017 zijn verbrandingsmotoren voor de Citaro verder: voor de eerste keer biedt de fabrikant een hybride module waarin een elektrische motor tussen de motor en de transmissie extra vermogen biedt tijdens versnelling. De Supercaps op het dak, dat is een kleine hoeveelheid energie die bij herstel of bij vertraging bij het remmen of vertraging wordt geleverd aan een elektrische motor. De elektrische motor is de starter van de S-Klasse en is om brandstofbesparingen van 8,5 procent mogelijk te maken.
Mercedes-Benz heeft de elektrische stadsbus Citaro in 2018 geïntroduceerd op de IAA Bedrijfsvoertuigen in Hannover. De elektrische bus wordt aangedreven door de achteras met E-machines dicht bij het wiel, die hun energie onttrekken aan een modulair lithium-ion batterijpakket. Eind 2018 ging Mercedes elektrische bussen in serie produceren onder de naam Citaro E-CELL.
Op 9 juli 2018 werd het eerste serie model van de eCitaro in Mainz aan genodigden gepresenteerd.

## Waterstof
Hoewel de bussen normaal gesproken worden aangedreven met een dieselmotor, is er een tijdelijke variant met brandstofcellen op waterstof gemaakt voor een proefperiode van twee jaar. Inmiddels hebben alle deelnemers aan dit project de resultaten geëvalueerd: Porto, Stockholm en Stuttgart waren niet tevreden en de twee laatstgenoemde steden verscheepten hun waterstofbussen naar Hamburg, dat nu over negen voertuigen beschikt. Andere steden gingen wel verder met het project, dat tot 2008 liep. Inmiddels is Peking in het HyFleet:Cute-project gestapt en heeft ook drie bussen op proef.
In Amsterdam werden tussen 2003 en 2008 de Citaro BZ op de lijnen 35 en 38 ingezet, door de (administratieve) koppeling van lijn 35 aan lijn 34 verhuisden de bussen naar lijn 32.
De waterstofbus is in de basis een standaard O530. Het lediggewicht komt uit op 15.000 kg, heeft 30 zitplaatsen, een motor van 250 kW en een actieradius van 200 tot 300 kilometers.
Waterstofbussen worden in serie geproduceerd onder de naam Citaro F-CELL.

## Aardgas
In oktober 2015 werd op Busworld de nieuwste generatie Citaro's geïntroduceerd, rijdend op aardgas. Deze bussen kregen de naam Citaro NGT, waarbij NGT staat voor Natural Gas Technology. Op 10 juni 2016 werd bekend dat recente ontwikkelingen en verbeteringen ervoor hadden gezorgd dat bussen op aardgas nu ongeveer net zo breed inzetbaar waren als normale dieselbussen. Busbouwer Mercedes Benz/Daimler Buses zette in op de aardgasbus Citaro NGT.

## Inzet

### Inzet in België
In België rijden in 2008 bijna 600 Mercedes-Benz Citaro-bussen rond voor het openbaar vervoer.
Bij de Vlaamse vervoermaatschappij De Lijn zelf rijden geen Mercedes-Benz Citaro-bussen. Een aanzienlijk gedeelte van de lijnen wordt echter uitgebaat door exploitanten, die vaak wel Citaro's gebruiken.
Bij de Maatschappij voor het Intercommunaal Vervoer te Brussel is er, na een bestelling in 2008 van 52 stuks, een park van 84 stuks type: O530G gelede Citaro-bussen. In juni 2013 werd bekendgemaakt dat er nog 172 bij komen. De keuze was gevallen na een aanbesteding en de bestelling bestaat uit 79 gelede bussen en 93 standaard bussen.
Bij de Opérateur du Transport de Wallonie, ook TEC genaamd, was de Citaro in 2008 maar erg beperkt aanwezig: er waren 9 stuks type: O530-bussen actief in stelplaats Robermont en 3 O530G-bussen actief in stelplaats Aarlen. Dat jaar werden evenwel 67 stuks type: O530G-gelede bussen en 31 stuks type: O530LE-standaardbussen besteld, waarmee het totaal op 110 werd gebracht. Daarnaast waren ook in Wallonië bij busexploitanten toen 94 Citaro-bussen onderdeel van het park (71 stuks type: O530, 17 stuks type: O530LE, 6 stuks type: O530G). Eind 2020 en begin 2021 kwamen 129 hybride gelede bussen in dienst bij TEC om oude Van Hool AG300 en gelede Jonckheere Transit bussen te vervangen.

### Inzet in Nederland
| Bedrijf                    | Series        | Aantal (oorspronkelijk) | Status                                                                                               | Type                  | Inzet                                                                 | Opmerking | Afbeelding |
| -------------------------- | ------------- | ----------------------- | --- | --------------------- | --------------------------------------------------------------------- | --- | ---------- |
| Abbas en Pronk             | 336           | 1                       | In dienst                                                                                            | Citaro G              |                                                                       | Ex GVB |            |
| Arriva                     | 0044          | 1                       | Terug naar Qbuzz                                                                                     | Citaro 2 LE           | Friesland                                                             | Reed tijdelijk bij Arriva. Daarna heeft de bus bij Taxi Marcus op Schiphol gereden, oorspronkelijk als Qbuzz 3368 gedacht. Sinds maart 2018 rijdt de bus alsnog bij Qbuzz. |            |
| Arriva                     | 158–165       | 8                       | Uit dienst/geëxporteerd                                                                              | Citaro G              | Stadsdienst Groningen                                                 | |            |
| Arriva                     | 221–234       | 14                      | Uit dienst                                                                                           | Citaro G              | Groningen, Ameland, Zuid-Holland Noord, DAV, Terschelling             | 227 is verkocht aan Groene Hart Vervoer. |            |
| Arriva                     | 0228          | 1                       | Geëxporteerd                                                                                         | Citaro 2 G            | Zuid-Holland Noord                                                    | Ex GVB 1600 |            |
| Arriva                     | 241           | 1                       | Uit dienst                                                                                           | Citaro G              | Groningen, Teschelling, Friesland                                     | Reed t/m 2009 in de concessie GD en reed tot 11 december 2016 op Terschelling |            |
| Arriva                     | 0273–0276     | 4                       | In dienst                                                                                            | Citaro 2 G            | Stads- en streeklijnen rond Breda                                     | Ex Wiener Lienen 8772, 8765, 8769, 8770 (in die volgorde) |            |
| Arriva                     | 0285–0288     | 4                       | In dienst                                                                                            | Citaro G              | Lijn 601 in Tilburg (Stappegoorshuttle)                               | Ex Qbuzz 3055, 3061, 3064, 3070. |            |
| Arriva                     | 521–535       | 15                      | Uit dienst/geëxporteerd                                                                              | Citaro                | Groningen, DAV                                                        | 525 was op 24-11-2009 uitgebrand in Emmen, maar is hersteld in Duitsland. 521-534, 538-540 buiten dienst gesteld, 535 geëxporteerd. Deze bussen reden in de concessie GD. |            |
| Arriva                     | 538-540       | 3                       | Uit dienst/geëxporteerd                                                                              | Citaro                | Groningen, DAV                                                        | 525 was op 24-11-2009 uitgebrand in Emmen, maar is hersteld in Duitsland. 521-534, 538-540 buiten dienst gesteld, 535 geëxporteerd. Deze bussen reden in de concessie GD. |            |
| Arriva                     | 536-537       | 2                       | Uit dienst                                                                                           | Citaro                | Groningen, DAV                                                        | Hebben tot een onbekend moment in de concessie DAV (Drechtsteden, Alblasserwaard en Vijfheerenlanden) gereden |            |
| Arriva                     | 551–557       | 7                       | Uit dienst                                                                                           | Citaro                | Groningen, Achterhoek, Brabant                                        | 551 reed achtereenvolgens bij Arriva Touring, op Ameland, in de Achterhoek en tot een onbekend moment in Brabant. Deze serie reed tot en met 2009 in Groningen. De 552 heeft tot een onbekend moment in de Achterhoek gereden. 555 is door TGVia gekocht. De 556 is museumbus bij OVCN |            |
| Arriva                     | 721–730       | 10                      | Geëxporteerd                                                                                         | Citaro                | Drechtsteden, Alblasserwaard en Vijfheerenlanden (DAV)                | Ex Stadsbus Maastricht Arriva 729 (ex SM 101) was op 5 september 2009 uitgebrand. Reden als laatste in de concessie Drechtsteden, Alblasserwaard en Vijfheerenlanden (DAV). Geëxporteerd naar Arriva-dochter TST in Portugal. |            |
| Arriva                     | 727           | 1                       | Uit dienst                                                                                           | eCitaro               | Limburg                                                               | Demobus |            |
| Arriva                     | 0741–0745     | 5                       | Uit dienst                                                                                           | Citaro LE             | Regio Breda                                                           | Voorheen Syntus Utrecht 1130, 1131, 1139, 1145, 1151 en daarvoor Qbuzz 3298, 3299, 3179, 3191 en 3176. |            |
| Arriva                     | 751–784       | 34                      | Uit dienst                                                                                           | Citaro                | 's-Hertogenbosch, Tilburg (concessie Oost-Brabant)                    | Hebben tot 14 december 2014 in 's-Hertogenbosch gereden. De 764 is uitgebrand. |            |
| Arriva                     | 7801–7823     | 23                      | Uit dienst/geëxporteerd                                                                              | Citaro G              | Waterland, Groningen-Drenthe, DAV, Ameland, Zuid-Holland Noord        | Na verlies van concessie Groningen/Drenthe verhuisden deze bussen in 2009/2010 naar andere concessies (7801–7805, 7807–7809, 7817–7823 concessie Waterland, 7806 concessie Ameland, 7810–7816 concessie DAV). In 2011/2012 werden alle bussen uit dienst genomen en verkocht of geëxporteerd. 7801–7803 werden verkocht aan TCR 7804, 7807 en 7808 werden verkocht aan een Duits bedrijf. 7805 en 7806 rijden nu voor Arriva Touring. 7809 was enige tijd verhuurd aan vervoerbedrijf Gelderesch in de Achterhoek (inzet op lijndienst van Arriva). Deze bus is vervolgens weer bij Arriva in Zuid-Holland gaan rijden. 7810 en 7812–7816 werden verkocht aan het bedrijf KVG 7811 en 7817–7823 werden bij VDL Bus Heerenveen aangepast en rijden sinds augustus 2012 bij Arriva Sverige in Stockholm.                                                   |            |
| Arriva                     | 7901–7948     | 48                      | Geëxporteerd                                                                                         | Citaro G              | Waterland                                                             | 7919 is gesloopt; deze is in de nacht van 27 op 28 juni 2009 doormidden 'gebroken' door een aanrijding met een passagierstrein bij Halfweg (Haarlem). Arriva 7916 brandde op 27 juli 2009 op de Nieuwe Leeuwarderweg in Amsterdam deels uit, is daarna hersteld en naar Zweden verhuisd als Arriva Sverige 7935. Arriva 7905 brandde op 8 november 2011 op de Nieuwe Purmerweg in Amsterdam Noord uit, alle overgebleven bussen werden bij VDL Bus Heerenveen aangepast en rijden sinds augustus 2012 bij Arriva Sverige in Stockholm. |            |
| Bastion Hotel Groep        | BX-XL-97      | 1                       | In dienst                                                                                            | Citaro                | Shuttleservice Luchthaven Schiphol – Bastion Hotel                    | Ex-TCR en RET |            |
| BBA                        | 1–9           | 9                       | Uit dienst                                                                                           | Citaro                | Provincie Utrecht                                                     | ex SBM |            |
| BBA                        | 611–635       | 25                      | Overgenomen door Veolia Transport                                                                    | Citaro Ü              | Concessie SRE de Kempen                                               | |            |
| BBA                        | 636–660       | 25                      | Overgenomen door Veolia Transport                                                                    | Citaro Ü              | diverse concessies, waaronder Noord-Brabant en de Veluwe              | |            |
| BBA                        | 661–686       | 26                      | Overgenomen door Veolia Transport                                                                    | Citaro Ü              | Provincie Utrecht                                                     | |            |
| BBA                        | 687–705       | 19                      | Overgenomen door Veolia Transport                                                                    | Citaro                | Diverse concessies, waaronder Noord-Brabant en de Veluwe              | |            |
| BBA                        | 706, 707      | 2                       | Overgenomen door Veolia Transport                                                                    | Citaro                | Noord-Brabant                                                         | |            |
| BBA                        | 800–810       | 11                      | Overgenomen door Veolia Transport                                                                    | Citaro                | Diverse concessies, waaronder Noord-Brabant en de provincie Utrecht   | |            |
| BBA                        | 5401–5465     | 65                      | Overgenomen door Veolia Transport                                                                    | Citaro                | Veluwe                                                                | |            |
| Breng (Hermes)             | 4455–4524     | 69                      | Deels in dienst                                                                                      | Citaro CNG            | Regio Arnhem-Nijmegen                                                 | Ex-Novio. 4471 is uitgebrand, 4513 omgenummerd naar 4524. De 4517–4524 reden van januari 2016 tot november 2020 bij Connexxion rond Haarlem. |            |
| Breng (Hermes)             | 9147          | 1                       | Uit dienst                                                                                           | Citaro G              | Regio Arnhem-Nijmegen                                                 | Tijdelijke bussen |            |
| Breng (Hermes)             | 9171          | 1                       | Uit dienst                                                                                           | Citaro G              | Regio Arnhem-Nijmegen                                                 | Tijdelijke bussen |            |
| Breng (Hermes)             | 9176–9178     | 3                       | Uit dienst                                                                                           | Citaro G              | Regio Arnhem-Nijmegen                                                 | Tijdelijke bussen |            |
| Breng (Hermes)             | 9275–9280     | 6                       | In dienst                                                                                            | Citaro G CNG          | Regio Arnhem-Nijmegen                                                 | Ex-Novio. |            |
| Breng (Hermes)             | 9281–9285     | 5                       | Uit dienst                                                                                           | Citaro G CNG          | Regio Arnhem-Nijmegen                                                 | Ex-Syntus Gelderland 5261, 5270, 5271, 5274 en 5279 |            |
| Breng (Novio)              | 4455–4524     | 69                      | Overgenomen door Hermes                                                                              | Citaro CNG            | Regio Nijmegen                                                        | 4471 is uitgebrand, 4513 omgenummerd naar 4524. Deze bussen zijn eind 2012 overgenomen door Hermes. |            |
| Breng (Novio)              | 9275–9280     | 6                       | Overgenomen door Hermes                                                                              | Citaro G CNG          | Stadsdienst Nijmegen (Heyendaal Shuttle)                              | Deze bussen zijn eind 2012 overgenomen door Hermes. |            |
| BusiNext                   | 88            | 1                       | Buiten dienst                                                                                        | Citaro Facelift LE    | West-Brabant                                                          | Ex-TCR |            |
| BusiNext                   | 497-499       | 3                       | Deels in dienst                                                                                      | Citaro G              | West-Brabant                                                          | Ex-TCR |            |
| BusiNext                   | 500-509       | 10                      | In dienst                                                                                            | Citaro Facelift LE Ü  | Oost-Brabant, West-Brabant, Limburg                                   | Ex-TCR |            |
| BusiNext                   | 514-516       | 3                       | In dienst                                                                                            | Citaro Facelift LE Ü  | Oost-Brabant, West-Brabant, Limburg                                   | Ex-TCR |            |
| BusiNext                   | 617-622       | 6                       | Deels in dienst                                                                                      | Citaro G              |                                                                       | Ex-TCR, daarvoor Connexxion/Hermes 9114 - 9119 |            |
| BusiNext                   | 718-720       | 3                       | In dienst                                                                                            | Citaro Facelift G     | West-Brabant                                                          | Ex-TCR exex-Connexxion 9193 - 9196, 9198, 9199, 9201 - 9203 |            |
| BusiNext                   | 723-727       | 5                       | In dienst                                                                                            | Citaro Facelift G     | West-Brabant                                                          | Ex-TCR exex-Connexxion 9193 - 9196, 9198, 9199, 9201 - 9203 |            |
| BusiNext                   | 801           | 1                       | In dienst                                                                                            | Citaro Facelift G     | Hotelshuttle Schiphol                                                 | Ex Pouw 354 |            |
| BusiNext                   | 805-808       | 4                       | In dienst                                                                                            | Citaro 2              | Limburg                                                               | Ex-ESTE (D) 1031 en 1037 en ex-ATAF Firenze 5333 en 5335 |            |
| BusiNext                   | 824-825       | 2                       | In dienst                                                                                            | Citaro Facelift G     | HotelShuttle Schiphol en pendelvervoer                                | ex-Connexxion 9253 en 9252 |            |
| BusiNext                   | 827           | 1                       | In dienst                                                                                            | Citaro 2 LE MÜ        | IJssel-Vecht                                                          | Ex Tide Bus Noorwegen 8361 |            |
| Capartas Tours             | 17-19         | 3                       | In dienst                                                                                            | Citaro                |                                                                       | Ex-Bils |            |
| Capartas Tours             | 21            | 1                       | In dienst                                                                                            | Citaro L              |                                                                       | Ex Demy Cars |            |
| Connexxion                 | 2222–2226     | 5                       | Uit dienst                                                                                           | Citaro                | Leiden                                                                | Kwamen in dienst bij de ZWN-groep. Bussen werden overgespoten in Connexxion huisstijl en gingen rijden op de stadsdienst Leiden. |            |
| Connexxion                 | 2834–2848     | 15                      | Geëxporteerd                                                                                         | Citaro                | Veluwe, Utrecht, Haaglanden                                           | Deze Citaro's waren bedoeld voor Apeldoorn, na het verlies van de concessie Veluwe verhuisden ze naar Nieuwegein en Haaglanden, nadat ze daar niet meer mochten rijden werden ze her en der ingezet. Bussen zijn in 2011 geëxporteerd |            |
| Connexxion                 | 3152          | 1                       | Overgenomen door Van Oeveren                                                                         | Citaro LE             | Regio Arnhem                                                          | Deze demobus reed in diverse gebieden en is verkocht aan Van Oeveren. |            |
| Connexxion                 | 3290–3325     | 36                      | Uit dienst                                                                                           | Citaro                | Noord-Holland Noord                                                   | 3314–3325 hadden logo's van Maxx Alkmaar |            |
| Connexxion                 | 3942–4001     | 60                      | Uit dienst                                                                                           | Citaro                | Amstelland-Meerlanden, Almere                                         | - 3942, 3943, 3945, en 3947-3950 zijn naar het GVB gegaan als 1701-1707 en 3962, 3970, 3977, 3993-3995 en 3997 en 3939 als 1803, 1802, 1801 en 1804-1808 - 3951–3954 hebben in de concessie Amstelland-Meerlanden gereden (R-net) - 3955–4001 hebben in de concessie Amstelland-Meerlanden gereden (Schiphol Sternet) - 3999 is gesloopt na ernstig ongeluk bij Rozenburg (Noord-Holland) - 8 bussen uit deze serie werden in diverse concessies gebruikt voor het vrijspelen van materieel voor inbouw van het Viribus-systeem. |            |
| Connexxion                 | 4517–4524     | 8                       | Uit dienst                                                                                           | Citaro CNG            | Haarlem-IJmond                                                        | Deze bussen reden tot januari 2016 bij Hermes (Breng) in Nijmegen en tot november 2020 in Haarlem. |            |
| Connexxion                 | 9100–9106     | 7                       | Uit dienst                                                                                           | Citaro G              | Diverse concessies                                                    | - 9100, 9102 en 9104 reden in de concessie Amstelland-Meerlanden. - 9101 is buiten dienst gegaan in december 2017. - 9103 is buiten dienst gegaan in juli 2018. - 9105 reed tot 2018 in de concessie Voorne-Putten en Rozenburg - 9106 is in januari 2016 afgevoerd |            |
| Connexxion                 | 9107–9113     | 6                       | Uit dienst                                                                                           | Citaro G              | Diverse concessies                                                    | - 9107, 9109 reden in de concessie Amstelland-Meerlanden - 9108 is uit dienst gegaan in juli 2018. - 9113 reed in de concessie Voorne-Putten en Rozenburg - 9110 is uitgebrand - 9111 en 9112 zijn in december 2017 buiten dienst gegaan. |            |
| Connexxion                 | 9120–9146     | 27                      | Uit dienst                                                                                           | Citaro G              | Diverse concessies                                                    | - 9120, 9121, 9124, 9125, 9127-9129, 9134-9136, 9138, 9140-9143, 9145, 9146 reden in de concessie Stads- en streekvervoer Almere. Deze bussen zijn in december 2017 buiten dienst gegaan. - 9122, 9123, 9126, 9130-9133, 9137, 9139, 9144 reden in de concessie Amstelland-Meerlanden. - Na de inzetperiode bij Connexxion zijn 9120 en 9129 verkocht aan Syntus voor inzet rond Zwolle. - De 9123, 9126, 9130, 9131, 9137 en 9139 zijn aan Pouw Vervoer verkocht voor inzet rond de Utrechtse Universiteit. - De 9127, 9133 en 9136 reden voor U-OV rond Utrecht. |            |
| Connexxion                 | 9148–9154     | 7                       | Uit dienst                                                                                           | Citaro G              | Maxx Almere                                                           | 9148–9150 en 9152 bij Connexxion Tours na bij GVU gereden te hebben. De 9151, 9153-9154 zijn buiten dienst. 9154 is verkocht aan Syntus voor inzet rond Zwolle. |            |
| Connexxion                 | 9155–9156     | 2                       | Uit dienst                                                                                           | Citaro G              | Amstelland-Meerlanden                                                 | Reden tot december 2013 in de concessie Twente. 9156 is naar Duitsland geëxporteerd. |            |
| Connexxion                 | 9157–9175     | 19                      | Uit dienst                                                                                           | Citaro G              | Voorne-Putten en Rozenburg, Noord-Holland Noord                       | - De 9157-9161 reden in de concessie Stads-, en streekvervoer Almere. Deze bussen zijn in december 2017 buiten dienst gegaan. - De 9158 is verkocht aan Ray Line - De 9163-9165, 9167-9170 rijden bij Connexxion Tours - De 9166 is geëxporteerd - De 9171 reed bij Hermes rond Arnhem - De 9162 is uit dienst gegaan in juli 2018 - De 9172 is naar Duitsland geëxporteerd - De 9173-9175 reden in de concessie Voorne-Putten en Rozenburg |            |
| Connexxion                 | 9179–9181     | 2                       | Uit dienst                                                                                           | Citaro G              | Voorne-Putten en Rozenburg                                            | 9179 reed in IJsselmond |            |
| Connexxion                 | 9182–9227     | 46                      | Uit dienst                                                                                           | Citaro G              | Diverse concessies                                                    | Voormalig Zuidtangent en R-net bussen. Tussen 10 december 2017 en 1 april 2018 werd deze serie tijdelijk ingezet op sommige R-net en Schipholnet lijnen totdat de elektrische bussen daar gingen rijden (een aantal bussen kreeg tijdelijk de Schiphol Sternet huisstijl). Alle bussen zijn uit dienst bij Connexxion, een deel van de bussen rijden bij TCR/BusiNext en Gebo Tours of zijn geëxporteerd. |            |
| Connexxion                 | 9228–9238     | 11                      | Overgenomen door Qbuzz                                                                               | Citaro G              | Concessie Regio Utrecht (BRU-gebied)                                  | Geleased van BRU, zijn na december 2013 overgegaan naar Qbuzz. |            |
| Connexxion                 | 9248–9253     | 6                       | Uit dienst                                                                                           | Citaro G              | Amstelland-Meerlanden (R-net)                                         | 9248–9253 werden sinds 10 december 2017 tijdelijk ingezet op sommige R-net en Schipholnet lijnen totdat de elektrische bussen daar zijn gaan rijden (een aantal bussen kregen tijdelijk de Schiphol Sternet huisstijl). Een aantal bussen bleven uiteindelijk als reservematerieel. In 2023 verhuisden de 9252 en 9253 voor enkele maanden naar de Zaanstreek, om in december 2023 weer terug te keren naar Amstelland-Meerlanden, om daar in dezelfde maand weer uit dienst te gaan. In 2024 gingen de 9252 en 9253 naar BusiNext als 825 en 824 (in die volgorde). 9253 is op 1 april 2018 buiten dienst gegaan. 9251 werd geëxporteerd. 9249 ging naar Hermes. |            |
| Connexxion                 | 9254–9263     | 10                      | Deels in dienst                                                                                      | Citaro G              | Diverse concessies (zie opmerkingen)                                  | - Deze bussen reden oorspronkelijk in de provincie Utrecht. - 9254–9255, 9257 en 9258 reden in de concessie Voorne-Putten en Rozenburg. - 9256 en 9261–9263 reden tot 10 december 2017 in de concessie Amstelland-Meerlanden (tot 11 december 2016 in de concessie Provincie Utrecht). De 9256 en 9262 gingen vervolgens naar IJsselmond en reden daar tot het einde van de concessie IJsselmond in december 2023. - 9259-9260 reden tot december 2017 in de concessie Stads- en streekvervoer Almere. De 9259 reed daarna bij achtereenvolgens Breng en Haarlem-IJmond en de 9260 bij achtereenvolgens Hermes in Eindhoven en IJsselmond. - 9249, 9254, 9255, 9257–9261 en 9263 rijden sinds 11 december 2022 bij Hermes in Veluwe-Zuid. - 9262 rijdt sinds juli 2024 op Texel als reservebus. - 9256 rijdt sinds oktober 2024 in de provincie Zeeland. |            |
| Drenthe Tours              | 128           | 1                       | Buiten dienst                                                                                        | Citaro Ü              | Publiek Vervoer GD                                                    | Ex-BBA 612 |            |
| EBS                        | 1101          | 1                       | In dienst                                                                                            | Citaro 2 G NGT Hybrid | Haaglanden Streek                                                     | Uitgevoerd in R-net huisstijl. |            |
| EBS                        | 1102–1110     | 9                       | In dienst                                                                                            | Citaro 2 G NGT Hybrid | Haaglanden Streek                                                     | Uitgevoerd met R-net vloer. 1102–1104 hadden eerst de R-net huisstijl. |            |
| EBS                        | 5101–5125     | 25                      | In dienst                                                                                            | Citaro 2 NGT Hybrid   | Haaglanden Streek                                                     | Uitgevoerd in R-net huisstijl. |            |
| EBS                        | 5126–5141     | 16                      | In dienst                                                                                            | Citaro 2 NGT Hybrid   | Haaglanden Streek                                                     | Uitgevoerd met R-net vloer. |            |
| EBS                        | 5142–5179     | 38                      | In dienst                                                                                            | Citaro 2 NGT Hybrid   | Haaglanden Streek                                                     | |            |
| EBS                        | 5180–5183     | 4                       | In dienst                                                                                            | Citaro 2 NGT Hybrid   | Haaglanden Streek                                                     | Deze bussen hebben bagagerekken boven de stoelen |            |
| Gebo Tours                 | 728-729       | 2                       | Deels in dienst                                                                                      | Citaro 2 GÜ           | IJssel-Vecht                                                          | Ex Emile Frisch EF 1208 en EF 1209. 729 is op 23 december 2024 afgebrand. |            |
| Gebo Tours                 | 730           | 1                       | In dienst                                                                                            | Citaro 2 G            | IJssel-Vecht                                                          | Ex SMTC Nancy 3810 |            |
| Gebo Tours                 | 731           | 1                       | In dienst                                                                                            | Citaro 2 G            | IJssel-Vecht                                                          | |            |
| Gebo Tours                 | 732           | 1                       | In dienst                                                                                            | Citaro 2 GÜ           | IJssel-Vecht                                                          | ex Emile Weber |            |
| Groene Hart Vervoer        | 3001          | 1                       | In dienst                                                                                            | Citaro G              | Evenementenvervoer                                                    | Ex-Connexxion 9179 |            |
| Groene Hart Vervoer        | 3002          | 1                       | In dienst                                                                                            | Citaro G              | Evenementenvervoer                                                    | Ex-Arriva 227 |            |
| Groene Hart Vervoer        | 3003          | 1                       | In dienst                                                                                            | Citaro G              | Evenementenvervoer                                                    | Ex GVB 335 |            |
| De Groepsvervoerspecialist | 70-81         | 12                      | In dienst                                                                                            | Citaro G              | Evenementenvervoer                                                    | Ex-GVB 321, 329, 338, 343, 344, 349, 360, 366, 368, 374, 376, 378 |            |
| De Groepsvervoerspecialist | 82, 83        | 2                       | In dienst                                                                                            | Citaro G              | Evenementenvervoer                                                    | Ex Connexxion 9225 en 9250 |            |
| De Groepsvervoerspecialist | ?             | 4                       | In dienst                                                                                            | Citaro G CNG          | Evenementenvervoer                                                    | Ex Hermes 9281, 9283-9285 |            |
| GVB                        | 001–003       | 3                       | Deels afgevoerd                                                                                      | Citaro BZH            | Amsterdam                                                             | Waterstofbussen Sinds 12 januari 2008 uit dienst (001 en 003 afgevoerd, 002 museumbus bij Nationaal OV Museum) |            |
| GVB                        | 004–006       | 3                       | Uit dienst                                                                                           | Citaro                | Amsterdam                                                             | |            |
| GVB                        | 301–379       | 79                      | Uit dienst                                                                                           | Citaro G              | Amsterdam                                                             | Kleine verschillen tussen deelseries 301–340, 341–350 en 351–379. Een groot deel van deze serie is verkocht aan Nederlandse touringcarbedrijven. |            |
| GVB                        | 1600          | 1                       | Overgenomen door Arriva                                                                              | Citaro 2 G            | Amsterdam                                                             | Proefbus |            |
| GVB                        | 1700–1707     | 7                       | Uit dienst                                                                                           | Citaro                | Amsterdam                                                             | Ex-Connexxion 3942–3943, 3945 en 3947–3950. |            |
| GVB                        | 1801–1808     | 8                       | Uit dienst                                                                                           | Citaro                | Amsterdam                                                             | Ex-Connexxion 3977, 3970, 3962, 3993-3995, 3997 en 3998 |            |
| GVU                        | 9148–9150     | 3                       | Overgenomen door Connexxion Tours                                                                    | Citaro G              | Utrecht                                                               | Overgenomen van Connexxion Zijn eind 2013 uit dienst gegaan, allen terug naar de Tours-afdeling van Connexxion. |            |
| GVU                        | 9152          | 1                       | Overgenomen door Connexxion Tours                                                                    | Citaro G              | Utrecht                                                               | Overgenomen van Connexxion Zijn eind 2013 uit dienst gegaan, allen terug naar de Tours-afdeling van Connexxion. |            |
| Hatro Tours                | 52-BGR-5      | 1                       | Buiten dienst                                                                                        | Citaro                |                                                                       | |            |
| Hebben Tours               | 08-BNL-8      | 1                       | In dienst                                                                                            | Citaro G              |                                                                       | Ex Egenberger, Augsburg |            |
| Hebben Tours               | 10-BNL-8      | 1                       | In dienst                                                                                            | Citaro G              |                                                                       | Ex Egenberger, Augsburg |            |
| Hermes                     | 9114–9119     | 6                       | Overgenomen door TCR                                                                                 | Citaro G              | Eindhoven                                                             | Overgenomen van Connexxion. Zijn eind 2016 naar TCR gegaan. |            |
| Hermes                     | 9126          | 1                       | Overgenomen door TCR                                                                                 | Citaro G              | Eindhoven                                                             | Overgenomen van Connexxion. Zijn eind 2016 naar TCR gegaan. |            |
| Hermes                     | 9171          | 1                       | Uit dienst                                                                                           | Citaro G              | Eindhoven                                                             | Overgenomen van Connexxion |            |
| Hermes                     | 9176–9178     | 3                       | Overgenomen door Breng                                                                               | Citaro G              | Eindhoven                                                             | Overgenomen van Connexxion Zijn van Novio (Breng) overgegaan naar Hermes Eindhoven en zijn op een later moment weer overgegaan naar Breng. |            |
| Hermes                     | 9249          | 1                       | Deels in dienst                                                                                      | Citaro G              | Veluwe-Zuid                                                           | Ex-Connexxion |            |
| Hermes                     | 9254          | 1                       | Deels in dienst                                                                                      | Citaro G              | Veluwe-Zuid                                                           | Ex-Connexxion |            |
| Hermes                     | 9255          | 1                       | Deels in dienst                                                                                      | Citaro G              | Veluwe-Zuid                                                           | Ex-Connexxion |            |
| Hermes                     | 9257-9261     | 5                       | Deels in dienst                                                                                      | Citaro G              | Veluwe-Zuid                                                           | Ex-Connexxion |            |
| Hermes                     | 9263          | 1                       | Deels in dienst                                                                                      | Citaro G              | Veluwe-Zuid                                                           | Ex-Connexxion |            |
| HJG Busvervoer             | 11            | 1                       | In dienst                                                                                            | Citaro G              |                                                                       | Ex GVB 306 |            |
| HJG Busvervoer             | 12            | 1                       | In dienst                                                                                            | Citaro G              |                                                                       | Ex GVB 339 |            |
| Hofstad Tours              | BH-TF-41      | 1                       | Uit dienst                                                                                           | Citaro                | Haaglanden Streek                                                     | Ex SBM 832 |            |
| Hofstad Tours              | BH-TR-83      | 1                       | Uit dienst                                                                                           | Citaro                | Haaglanden Streek                                                     | Ex SBM 838 |            |
| HTM                        | 1401–1442     | 42                      | Deels in dienst                                                                                      | eCitaro               | Stadsdienst Den Haag                                                  | |            |
| HTM                        | 1501–1560     | 60                      | Deels in dienst                                                                                      | eCitaro G             | Stadsdienst Den Haag (lijnen 23, 24, 25 en 26)                        | |            |
| HTS                        | 57            | 1                       | In dienst                                                                                            | Citaro LE Ü           | Zuid Holland Noord                                                    | Tijdelijk verhuurd aan Qbuzz |            |
| Juijn Rossum               | BJ-ZL-64      | 1                       | Uit dienst                                                                                           | Citaro Ü              | Divers                                                                | Reed tijdelijk bij Qbuzz als bus 3717, daarvoor BBA/Veolia 653 |            |
| Juijn Rossum               | BT-VH-95      | 1                       | Uit dienst                                                                                           | Citaro                | Divers                                                                | Reed in 2009 tijdelijk bij Qbuzz als 3724 |            |
| Juijn Rossum               | 6081-6082     | 2                       | In dienst                                                                                            | Citaro GÜ             | Rivierenland                                                          | Rijden in opdracht voor Arriva als 5091 en 5092 op enkele lijnen in Rivierenland in de kleurstelling van Arriva. |            |
| Keolis Nederland           | 5205–5211     | 7                       | Uit dienst/geëxporteerd                                                                              | Citaro CNG            | IJssel-Vecht regio Ede                                                | Komen over van de concessie Veluwe. |            |
| Keolis Nederland           | 5258          | 1                       | Uit dienst/geëxporteerd                                                                              | Citaro G CNG          | ComfortRRReis                                                         | Komen over van de concessie Veluwe. |            |
| Keolis Nederland           | 5259          | 1                       | Uit dienst/geëxporteerd                                                                              | Citaro G CNG          | ComfortRRReis                                                         | Komen over van de concessie Veluwe. |            |
| Keolis Nederland           | 5262-5266     | 5                       | Uit dienst/geëxporteerd                                                                              | Citaro G CNG          | ComfortRRReis                                                         | Komen over van de concessie Veluwe. |            |
| Keolis Nederland           | 5268          | 1                       | Uit dienst/geëxporteerd                                                                              | Citaro G CNG          | ComfortRRReis                                                         | Komen over van de concessie Veluwe. |            |
| Keolis Nederland           | 5269          | 1                       | Uit dienst/geëxporteerd                                                                              | Citaro G CNG          | ComfortRRReis                                                         | Komen over van de concessie Veluwe. |            |
| Keolis Nederland           | 5272          | 1                       | Uit dienst/geëxporteerd                                                                              | Citaro G CNG          | ComfortRRReis                                                         | Komen over van de concessie Veluwe. |            |
| Keolis Nederland           | 5273          | 1                       | Uit dienst/geëxporteerd                                                                              | Citaro G CNG          | ComfortRRReis                                                         | Komen over van de concessie Veluwe. |            |
| Keolis Nederland           | 5275-5278     | 4                       | Uit dienst/geëxporteerd                                                                              | Citaro G CNG          | ComfortRRReis                                                         | Komen over van de concessie Veluwe. |            |
| Koninklijke Luchtmacht     | DM-099-J      | 1                       | In dienst                                                                                            | eCitaro               | Vliegveld Eindhoven                                                   | |            |
| Koninklijke Luchtmacht     | DM-100-J      | 1                       | In dienst                                                                                            | eCitaro               | Vliegveld Eindhoven                                                   | |            |
| Lekker Geel Busje          | 11-12         | 2                       | In dienst                                                                                            | Citaro Facelift G     | Pendelvervoer                                                         | ex-GVB 339, 306 |            |
| Limex                      | 925-926       | 2                       | Buiten dienst                                                                                        | Citaro                | Zuid-Limburg                                                          | |            |
| Limex                      | BR-SH-87      | 1                       | Buiten dienst                                                                                        | Citaro Facelift LE    | Zuid-Limburg                                                          | Demobus |            |
| Meering                    | BX-LJ-15      | 1                       | Geëxporteerd                                                                                         | Citaro Facelift K     | Pendelvervoer Schiphol                                                | |            |
| Next                       | 408-410       | 3                       | In dienst                                                                                            | Citaro Facelift LE MÜ | Hoeksche Waard/Goeree-Overflakkee                                     | Ex-TCR. Rijden op R-net lijnen 436 en 437 |            |
| Next                       | 411-412       | 2                       | In dienst                                                                                            | Citaro Facelift GÜ    | Hoeksche Waard/Goeree-Overflakkee                                     | Ex-TCR |            |
| Next                       | 447-449       | 3                       | In dienst                                                                                            | Citaro Facelift LE MÜ | Hoeksche Waard/Goeree-Overflakkee                                     | Ex-TCR. Rijden op R-net lijnen 436 en 437 |            |
| Next                       | 510-519       | 10                      | Deels in dienst                                                                                      | Citaro Facelift LE Ü  | IJsselmond, Hoeksche Waard - Goeree-Overflakkee                       | Ex-TCR |            |
| Next                       | 721-722       | 2                       | In dienst                                                                                            | Citaro Facelift G     | Hoeksche Waard/Goeree-Overflakkee                                     | Ex-TCR, exex-Connexxion 9196, 9197 |            |
| Novio                      | 9176–9181     | 6                       | Overgenomen door Hermes                                                                              | Citaro G              | Stadsdienst Nijmegen                                                  | Overgenomen van Connexxion Zijn eind 2012 overgenomen door Hermes |            |
| Novio                      | 9802–9805     | 4                       | Uit dienst                                                                                           | Citaro G              | Stadsdienst Nijmegen                                                  | In dienst gekomen als 802–805 |            |
| Oad Reizen                 | 346–347       | 2                       | Uit dienst                                                                                           | Citaro Ü              | Achterhoek                                                            | ex-BBA 806 en 809 Reden in opdracht van Syntus enkele lijnen in de Achterhoek |            |
| Oostenrijk Tours           | 207-210       | 4                       | Uit dienst                                                                                           | Citaro                | Hotelpendel Schiphol                                                  | ex-BBA |            |
| Oostenrijk Tours           | 601-603       | 3                       | In dienst                                                                                            | Citaro G              | Floriade, evenementenvervoer Zuid Holland Noord                       | Ex-GVB 335, 353, 354 |            |
| OVCN                       | 556           | 1                       | In dienst                                                                                            | Citaro                |                                                                       | Ex Arriva |            |
| OVCN                       | 3127          | 1                       | In dienst                                                                                            | Citaro LE             |                                                                       | Import uit Duitsland, was daarvoor van Qbuzz |            |
| OVCN                       | 9175          | 1                       | In dienst                                                                                            | Citaro G              |                                                                       | Ex Ray Line 2, was daarvoor van Connexxion |            |
| Panorama Reizen            | 59-BSL-6      | 1                       | In dienst                                                                                            | Citaro L              | Pendelvervoer                                                         | Ex-Quérard (Frankrijk) 5504 |            |
| Party Express              | 1             | 1                       | In dienst                                                                                            | Citaro G              |                                                                       | Ex-Bentheimer Eisenbahn 31 |            |
| Peer en Co                 | Eva           | 1                       | In dienst                                                                                            | Citaro G              |                                                                       | Ex GVB 313 |            |
| Peer en Co                 | Joekel        | 1                       | In dienst                                                                                            | Citaro G              |                                                                       | Ex-DVB Dresden 459 00 |            |
| Pouw Vervoer               | 348–353       | 6                       | Uit dienst                                                                                           | Citaro G              | Versterking U-OV, pendelvervoer                                       | ex-Connexxion 9123, 9126, 9130, 9131, 9137 en 9139. |            |
| Pouw Vervoer               | 354-357       | 3                       | Deels in dienst                                                                                      | Citaro G              | Floriade, pendelvervoer Zuid Holland Noord                            | Ex-GVB 342, 345, 347, 350 |            |
| Qbuzz                      | 3001–3025     | 25                      | Uit dienst                                                                                           | Citaro                | stadsdienst Groningen                                                 | 3004, 3009 en 3025 uitgebrand. |            |
| Qbuzz                      | 3030–3033     | 4                       | Uit dienst                                                                                           | Citaro hybride        | stadsdienst Emmen                                                     | |            |
| Qbuzz                      | 3050–3079     | 40                      | Uit dienst                                                                                           | Citaro G              | stadsdienst Groningen, Q-link en regio Utrecht                        | 13 bussen uit deze serie zijn in 2013 omgebouwd ten behoeve van de nieuwe Q-link-formule; 3050–3052, 3056–3058, 3062, 3063, 3067, 3068, 3071, 3072 en 3075 kregen onder meer een speciale huisstijl (zilver/zwart+lijnkleur), Wi-Fi en airco. 3050–3052, 3056–3058, 3062, 3063, 3067, 3071 en 3075 in Q-link paars. 3068 en 3072 in Q-link groen. 3059, 3065, 3069 en de 3076 zijn geëxporteerd. 3055, 3061, 3064, 3070 naar Arriva. De overige bussen zijn naar Utrecht verhuisd. |            |
| Qbuzz                      | 3090–3097     | 8                       | Uit dienst                                                                                           | Citaro G              | P+R Citybus Groningen                                                 | In 2013 werden 3096 en 3097 omgebouwd ten behoeve van de nieuwe Qlink formule, in maart 2014 zijn 3090–3095 teruggegaan naar Evobus. |            |
| Qbuzz                      | 3100–3326     | 227                     | Deels in dienst/geëxporteerd                                                                         | Citaro LE             | streekdienst Groningen/Drenthe (GD) en Zuidoost-Fryslân               | Qbuzz 3284 op 24 maart 2010 bij Grijpskerk uitgebrand. 3211, 3212, 3214 werden van januari t/m november 2012 ingezet op de P+R Citybus Hemriksein in Leeuwarden (concessie Zuidoost-Fryslân) en waren voorzien van totaalreclame. 3301–3309 en 3132 reden in Friesland (met pompeblêden) 3165, 3184, 3209, 3210, 3222–3226, 3228, 3229, 3230, 3232, 3261, 3267, 3272, 3276, 3292, 3295 en 3296 zijn tussen februari en april 2013 geëxporteerd. De 3114, 3146, 3198, 3205 en 3316 reden sinds augustus 2016 in de concessie Regio Utrecht. 3165 is uitgebrand. |            |
| Qbuzz                      | 3327–3368     | 42                      | In dienst                                                                                            | Citaro 2 LE           | streekdienst Groningen/Drenthe (GD), regio Utrecht                    | Qbuzz 3368 heeft tijdelijk bij Arriva als bus 0044 gereden. |            |
| Qbuzz                      | 3420–3462     | 43                      | In dienst                                                                                            | Citaro 2 G            | streekdienst Groningen/Drenthe (GD), U-link (lijnen 73 en 77), Q-link | 3420–3423, 3456-3462: Q-link 3424–3447: U-link 3449–3455: GD streek |            |
| Qbuzz                      | 3500–3523     | 24                      | Uit dienst                                                                                           | Citaro G              | streekdienst Groningen/Drenthe (GD), regio Utrecht                    | |            |
| Qbuzz                      | 3701–3723     | 23                      | Uit dienst                                                                                           | Citaro Ü              | streekdienst Groningen/Drenthe (GD)                                   | Waren tijdelijke bussen bij Qbuzz 3701–3723 zijn ex BBA/Veolia 636-660 (niet compleet) Reden tot een onbekend moment in Groningen/Drenthe |            |
| Qbuzz                      | 3724          | 1                       | Uit dienst                                                                                           | Citaro                | streekdienst Groningen/Drenthe (GD)                                   | Was tijdelijke bus bij Qbuzz Ex Juijn Rossum Reed tot een onbekend moment in Groningen/Drenthe. |            |
| Qbuzz                      | 7101–7124     | 24                      | In dienst                                                                                            | Citaro 2 LE           | streekdienst Groningen/Drenthe (GD)                                   | |            |
| Qbuzz                      | 7468–7477     | 10                      | In dienst                                                                                            | eCitaro G             | Q-link Groningen/Drenthe (GD)                                         | |            |
| Qbuzz                      | 7501–7522     | 22                      | Deels in dienst                                                                                      | Citaro 2 G            | streekdienst Groningen/Drenthe (GD)                                   | |            |
| Qbuzz                      | 7523–7547     | 25                      | In dienst                                                                                            | eCitaro G             | Groningen/Drenthe (GD)                                                | |            |
| Ray Line                   | 01-02         | 2                       | Verkocht                                                                                             | Citaro G              | Evenementenvervoer                                                    | Ex-Connexxion 9158, 9175. 02 is museumbus geworden bij OVCN. |            |
| Ray Line                   | 3-4           | 2                       | In dienst                                                                                            | Citaro G              | Evenementenvervoer                                                    | Ex-GVB 304, 311 |            |
| Ray Line                   | 5             | 1                       | In dienst                                                                                            | Citaro LE Ü           | Evenementenvervoer                                                    | Ex-Van Oeveren 78 |            |
| Ray Line                   | 6             | 1                       | In dienst                                                                                            | Citaro G              | Evenementenvervoer                                                    | Ex-GVB 331 |            |
| Ray Line                   | 8             | 1                       | In dienst                                                                                            | Citaro LE MÜ          | Evenementenvervoer                                                    | Deze bus is tijdelijk verhuurd aan Qbuzz voor inzet in Zuid Holland Noord |            |
| RET                        | 201–290       | 90                      | Uit dienst                                                                                           | Citaro                | Rotterdam                                                             | De 232 en 241 zijn na een ernstig ongeluk gesloopt. De 231 is naar RoMeO gegaan. |            |
| RET                        | 301–376       | 76                      | Klein deel nog in dienst, rest mottenballenvloot en beschikbaar voor tram en metrovervangend vervoer | Citaro                | Rotterdam                                                             | |            |
| RET                        | 401–402       | 2                       | Uit dienst                                                                                           | Citaro G hybride      | Rotterdam                                                             | |            |
| RET                        | 501           | 1                       | Uit dienst                                                                                           | Citaro                | Rotterdam                                                             | Gouden bus met euro 6 motor Voormalige demobus Reed hiervoor o.a. bij Juijn Rossum, eerste tweede generatie Citaro in Nederland |            |
| RET                        | n.n.b.        | 27                      | Nog niet in dienst                                                                                   | eCitaro               | Rotterdam                                                             | |            |
| Smit Reizen                | 722, 723      | 2                       | Buiten dienst                                                                                        | Citaro G              | IJssel-Vecht                                                          | Ex-Connexxion 9219, 9220 |            |
| Smit Reizen                | 725–727       | 3                       | Buiten dienst                                                                                        | Citaro G              | Floriade, IJssel-Vecht                                                | Ex-GVB 316, 345, 371. 727 is verkocht aan Pouw. |            |
| Smit Reizen                | 728, 729      | 2                       | Deels in dienst                                                                                      | Citaro 2 G            | IJssel-Vecht                                                          | Ex Emile Frisch EF 1208 en EF 1209. 729 is op 23 december 2024 afgebrand. |            |
| Smit Reizen                | 730           | 1                       | In dienst                                                                                            | Citaro 2 G            | IJssel-Vecht                                                          | Ex SMTC Nancy 3810. |            |
| Snelle Vliet               | 211           | 1                       | Buiten dienst                                                                                        | Citaro                |                                                                       | Ex-Stadsbus Maastricht 832 |            |
| South West Tours           | 38-39         | 2                       | Uit dienst                                                                                           | Citaro Ü              | Midden-Overijssel                                                     | Hebben eerst bij de BBA en Veolia als 643 en 647 gereden. Later naar Qbuzz als 3808 en 3811, vervolgens naar Zwaluw Reizen als 1 en 7. |            |
| South West Tours           | 70–73         | 4                       | Uit dienst                                                                                           | Citaro G              | Evenementenvervoer                                                    | Ex-Connexxion 9111, 9125, 9135 en 9141. |            |
| South West Tours           | 82-83         | 2                       | In dienst                                                                                            | Citaro G              |                                                                       | ex-Connexxion 9225, 9250 |            |
| South West Tours           | ??-??         | 3                       | Deels in dienst                                                                                      | Citaro G CNG          |                                                                       | ex-Hermes 9281, 9283 - 9285 |            |
| Stadsbus Maastricht        | BR-SH-87      | 1                       | Uit dienst                                                                                           | Citaro LE             | Stadsdienst Maastricht                                                | Ex TEC. |            |
| Stadsbus Maastricht        | (9)101–(9)120 | 20                      | Overgenomen door Veolia Transport                                                                    | Citaro                | Stadsdienst Maastricht                                                | Verschillende bussen zijn in 2007 verkocht aan Arriva voor op de stadsdienst van Dordrecht Enkele bussen zijn in 2007 overgegaan naar Veolia Transport en werden daar omgenummerd in de serie 9101–9120. |            |
| Stadsbus Maastricht        | 830–839       | 10                      | Uit dienst                                                                                           | Citaro                | Stadsdienst Maastricht                                                | |            |
| Syntus Gelderland          | 5201–5211     | 11                      | Deels overgenomen door Keolis                                                                        | Citaro CNG            | Veluwe                                                                | 5201–5204 zijn in 2021 verkocht. |            |
| Syntus Gelderland          | 5258–5279     | 22                      | Deels overgenomen door Keolis en Hermes                                                              | Citaro G CNG          | Veluwelijn/Valleilijn (bus)/streekdienst Veluwe                       | 5261, 5270, 5271, 5274 en 5279 zijn naar Breng gegaan als 9281–9285. 5260 en 5267 waren plukvoertuigen. De rest ging naar Keolis Nederland in comfortRRReis huisstijl. |            |
| Syntus Overijssel          | 4301–4303     | 3                       | Uit dienst                                                                                           | Citaro G              | Stadsdienst Zwolle en streekdienst midden Overijssel                  | Ex-Connexxion 9120, 9129, 9154. Reden vooral op de lijnen naar Deltion Campus. |            |
| Syntus Utrecht             | 1128–1152     | 24                      | Uit dienst                                                                                           | Citaro LE             | provincie Utrecht                                                     | Tijdelijke bussen, ex Qbuzz |            |
| Syntus Utrecht             | 1201–1204     | 4                       | In dienst                                                                                            | Citaro 2 G            | provincie Utrecht Zuid Holland Noord                                  | Rijden voor onderaannemer Pouw Vervoer ritten op diverse (scholieren)lijnen. De 1201 en 1204 rijden tijdelijk in Zuid Holland Noord |            |
| Taxi Centrale Renesse      | 88            | 1                       | Uit dienst                                                                                           | Citaro LE             | Brabant                                                               | Reed t/m 2010 in Waterland in opdracht van Arriva in de kleurstelling van Arriva rijdt tegenwoordig in Noord-Brabant in opdracht van Veolia Transport in de kleurstelling van de provincie. |            |
| Taxi Centrale Renesse      | 91            | 1                       | Afgevoerd                                                                                            | Citaro G              | Noord-Brabant, Waterland                                              | Reed voorheen in opdracht van Arriva enkele lijnen in de kleurstelling van Arriva Rijdt tegenwoordig onder andere in Noord-Brabant in opdracht van Veolia Transport in de kleurstelling van de provincie, in 2013 op de A29 afgebrand en gesloopt. |            |
| Taxi Centrale Renesse      | 400-401       | 2                       | Uit dienst                                                                                           | Citaro                |                                                                       | Reden onder andere voor Arriva enkele lijnen in de kleurstelling van Arriva. |            |
| Taxi Centrale Renesse      | 408–410       | 3                       | Uit dienst                                                                                           | Citaro LE MÜ          | Hoeksche Waard-Goeree-Overflakkee                                     | Reden t/m 2012 enkele lijnen voor Arriva in de kleurstelling van Arriva, Daarna reden in opdracht Connexxion op schoolbussen in de Provincie Utrecht, nu rijden ze in de TCR kleurstellingen en worden ze ook soms ingezet voor de NS. Sinds 13 december 2015 rijden deze bussen voor Connexxion in de concessie Hoeksche Waard-Goeree-Overflakkee in de R-net huisstijl. Deze bussen zijn naar Next gegaan |            |
| Taxi Centrale Renesse      | 411-412       | 2                       | Uit dienst                                                                                           | Citaro GÜ             | Hoeksche Waard-Goeree-Overflakkee                                     | Reden voor Arriva enkele lijnen in de Hoeksche Waard-Goeree-Overflakkee in de kleurstelling van Arriva. Sinds 13 december 2015 rijden deze bussen voor Connexxion in HWGO. Deze bussen zijn naar Next gegaan |            |
| Taxi Centrale Renesse      | 447–449       | 3                       | Uit dienst                                                                                           | Citaro LE MÜ          | Hoeksche Waard-Goeree-Overflakkee                                     | Reden tot en met 2010 voor Arriva op enkele scholieren Qliners in Waterland, 447 reed tot december 2015 in opdracht van Connexxion schoolbussen in de Provincie Utrecht en rijdt nu in de concessie HWGO samen met de 448 en 449. Deze bussen zijn naar Next gegaan |            |
| Taxi Centrale Renesse      | 494           | 1                       | Overgenomen door Bastion Hotel Groep                                                                 | Citaro                |                                                                       | Demobus |            |
| Taxi Centrale Renesse      | 497–499       | 3                       | Uit dienst                                                                                           | Citaro G              | Brabant                                                               | Reden onder andere in opdracht van EBS op enkele schoolbuslijnen in Waterland. Rijden sinds 2015 in de concessie Oost Brabant. Ex-Arriva 7801–7803. Deze bussen zijn naar BusiNext gegaan |            |
| Taxi Centrale Renesse      | 500–519       | 20                      | Uit dienst                                                                                           | Citaro LE Ü           | Brabant, Hoeksche Waard-Goeree-Overflakkee, Limburg                   | Reden tot 10 december 2017 in opdracht van Connexxion op enkele lijnen in de concessie Amstelland-Meerlanden. Dragen naast de TCR-nummers ook de Arriva nummers 101, 111-119 (500-509), 581-583 (513-515) en de Connexxion nummers 1020–1030 (510-512, 516-519). Deze bussen naar (Busi)Next gegaan |            |
| Taxi Centrale Renesse      | 617–622       | 6                       | Uit dienst                                                                                           | Citaro G              | Divers                                                                | Ex Hermes 9114-9119. Deze bussen zijn naar BusiNext gegaan |            |
| Taxi Centrale Renesse      | 718–727       | 9                       | Uit dienst                                                                                           | Citaro G              | Brabant, Floriade, Hoeksche-Waard / Goeree-Overflakkee                | Ex-Connexxion 9193-9199, 9201-9203. Deze bussen zijn naar (Busi)Next gegaan |            |
| Ter Doest                  | 33-34         | 2                       | Uit dienst                                                                                           | Citaro G              |                                                                       | Ex-Wolfsburg |            |
| TGVia                      | 76            | 1                       | Uit dienst                                                                                           | Citaro                | Twente                                                                | Ex-Arriva 555 |            |
| Tourgo                     | 44-BSB-8      | 1                       | In dienst                                                                                            | Citaro G              |                                                                       | Ex-RVL 07-36 |            |
| Tsjerk Hiddes              | 64-BFL-5      | 1                       | Uit dienst                                                                                           | Citaro                | Harlingen                                                             | Ex-Nobina (Zweden) 5928 |            |
| TTA Volendam               | Finch         | 1                       | In dienst                                                                                            | Citaro Facelift G     |                                                                       | Ex GVB 312 |            |
| TTA Volendam               | Nina          | 1                       | In dienst                                                                                            | Citaro Facelift G     |                                                                       | Ex GVB 325 |            |
| TTA Volendam               | Imke          | 1                       | In dienst                                                                                            | Citaro Facelift LE Ü  |                                                                       | Ex Verschoor |            |
| U-OV (Qbuzz)               | 4001–4066     | 66                      | Deels in dienst                                                                                      | Citaro 2              | stadsdienst Utrecht                                                   | De 4033 is in de nacht van 13 januari 2023 afgebrand. 4066 rijdt in de kleuren van U-link |            |
| U-OV (Qbuzz)               | 4101–4176     | 76                      | Deels in dienst                                                                                      | Citaro 2 G            | stadsdienst Utrecht + U-link                                          | Opgedeeld in 3 deelseries: 4101–4166, 4167–4172 en 4173–4176. 4109 is gesloopt na een ernstige ongeluk. De 4171 is in de nacht van 13 januari 2023 afgebrand. 4157-4176 rijden in de kleuren van U-link. |            |
| U-OV (Qbuzz)               | 4373–4375     | 3                       | Uit dienst                                                                                           | Citaro G              | Regio Utrecht                                                         | Ex-Connexxion 9127, 9133, 9136. |            |
| U-OV (Qbuzz)               | 4551–4561     | 11                      | Uit dienst                                                                                           | Citaro G              | Regio Utrecht                                                         | Overgenomen van Connexxion, geleased van de BRU |            |
| Van der Laan               | 314           | 1                       | In dienst                                                                                            | Citaro G              |                                                                       | Ex GVB |            |
| Van Oeveren                | 78–80         | 3                       | Uit dienst                                                                                           | Citaro LE             | Zeeland                                                               | Reden in opdracht van Connexxion enkele lijnen in Zeeland in de kleurstelling van Connexxion. Reden sinds 2015 in de kleurstelling van DoorZeeland. |            |
| Van Oeveren                | 83            | 1                       | Uit dienst                                                                                           | Citaro LE Ü           | Zeeland                                                               | Reed in opdracht van Connexxion enkele lijnen in Zeeland in de kleurstelling van Connexxion Ex Connexxion 3152 |            |
| Van Oeveren                | 85–87         | 3                       | In dienst                                                                                            | Citaro LE Ü           | Zeeland                                                               | Rijden in opdracht van Connexxion enkele lijnen in Zeeland. Reden eerst in de kleurstelling van Connexxion maar vanaf 2015 in de kleurstelling van DoorZeeland. |            |
| Van Oeveren                | 90            | 1                       | In dienst                                                                                            | Citaro LE Ü           | Zeeland                                                               | Rijden in opdracht van Connexxion enkele lijnen in Zeeland. Reden eerst in de kleurstelling van Connexxion maar vanaf 2015 in de kleurstelling van DoorZeeland. |            |
| Van Oeveren                | 91            | 1                       | In dienst                                                                                            | Citaro GÜ             | Zeeland                                                               | Rijden in opdracht van Connexxion enkele lijnen in Zeeland. Reden eerst in de kleurstelling van Connexxion maar vanaf 2015 in de kleurstelling van DoorZeeland. |            |
| Van Oeveren                | 100–101       | 2                       | In dienst                                                                                            | Citaro 2 LE MÜ        | Zeeland                                                               | Rijden in opdracht van Connexxion enkele lijnen in Zeeland. Rijden in de kleurstelling van DoorZeeland. |            |
| Van Oeveren                | 105–107       | 2                       | In dienst                                                                                            | Citaro 2 LE Ü         | Zeeland                                                               | Rijden in opdracht van Connexxion enkele lijnen in Zeeland. Rijden in de kleurstelling van DoorZeeland. |            |
| Van Kooten                 | 73            | 1                       | In dienst                                                                                            | Citaro 2 LE           | IJssel-Vecht                                                          | Ex Rettler HSK-TX 540 |            |
| Van Zanten                 | BJ-LD-59      | 1                       | Uit dienst                                                                                           | Citaro                |                                                                       | Voorheen Veolia 612, daarvoor BBA 612. Deze bus is naar Verschoor Reizen gegaan |            |
| Veolia Besloten vervoer    | 661–686       | 4                       | Uit dienst                                                                                           | Citaro Ü              | Besloten vervoer/versterkingsritten                                   | ex BBA/Veolia Serie niet compleet |            |
| Verschoor Reizen           | 115-116       | 2                       | Uit dienst                                                                                           | Citaro Facelift LE Ü  | Molenwaard Experience                                                 | Ex-Van Oeveren 79, 80 |            |
| Veolia Transport           | 101-104       | 4                       | Uit dienst                                                                                           | Citaro                | Zuid-Limburg                                                          | Op een onbekend moment zijn deze bussen uit dienst gesteld |            |
| Veolia Transport           | 107-115       | 9                       | Uit dienst                                                                                           | Citaro                | Zuid-Limburg                                                          | Op een onbekend moment zijn deze bussen uit dienst gesteld |            |
| Veolia Transport           | 116-120       | 5                       | Uit dienst                                                                                           | Citaro                | Zuid-Limburg                                                          | Ex SBM Op een onbekend moment zijn deze bussen uit dienst gesteld |            |
| Veolia Transport           | 611–655       | 45                      | Uit dienst                                                                                           | Citaro Ü              |                                                                       | ex BBA Deze bussen reden in diverse concessies Op een onbekend moment zijn deze bussen buiten dienst gesteld |            |
| Veolia Transport           | 656-658       | 3                       | Uit dienst                                                                                           | Citaro Ü              | Zeeuws-Vlaanderen                                                     | ex BBA Deze bussen reden in diverse concessies Op een onbekend moment zijn deze bussen buiten dienst gesteld |            |
| Veolia Transport           | 660           | 1                       | Uit dienst                                                                                           | Citaro Ü              | Zeeuws-Vlaanderen                                                     | ex BBA Deze bussen reden in diverse concessies Op een onbekend moment zijn deze bussen buiten dienst gesteld |            |
| Veolia Transport           | 687-695       | 9                       | Uit dienst                                                                                           | Citaro                | Zeeuws-Vlaanderen                                                     | ex BBA Deze bussen reden in diverse concessies Op een onbekend moment zijn deze bussen buiten dienst gesteld |            |
| Veolia Transport           | 703-704       | 2                       | Uit dienst                                                                                           | Citaro                | Zeeuws-Vlaanderen                                                     | ex BBA Deze bussen reden in diverse concessies Op een onbekend moment zijn deze bussen buiten dienst gesteld |            |
| Veolia Transport           | 706-707       | 2                       | Uit dienst                                                                                           | Citaro Ü              |                                                                       | ex BBA Deze bussen reden in diverse concessies Op een onbekend moment zijn deze bussen buiten dienst gesteld |            |
| Veolia Transport           | 731-738       | 8                       | Uit dienst                                                                                           | Citaro                |                                                                       | ex BBA Deze bussen reden in diverse concessies Op een onbekend moment zijn deze bussen buiten dienst gesteld |            |
| Veolia Transport           | 800–810       | 11                      | Uit dienst                                                                                           | Citaro                |                                                                       | ex BBA Deze bussen reden in diverse concessies Op een onbekend moment zijn deze bussen buiten dienst gesteld |            |
| Veolia Transport           | 5401–5465     | 65                      | Uit dienst                                                                                           | Citaro                | Veluwe                                                                | ex BBA Op een onbekend moment zijn deze bussen uit dienst gesteld |            |
| Zwaluw Reizen              | 1             | 1                       | Uit dienst                                                                                           | Citaro Ü              | Noord-Brabant                                                         | Ex Qbuzz 3708 en 3711, daarvoor BBA 643 en 647. Reden in opdracht van Veolia Transport op enkele lijnen in Noord-Brabant. Deze bussen zijn naar South West Tours gegaan. |            |
| Zwaluw Reizen              | 7             | 1                       | Uit dienst                                                                                           | Citaro Ü              | Noord-Brabant                                                         | Ex Qbuzz 3708 en 3711, daarvoor BBA 643 en 647. Reden in opdracht van Veolia Transport op enkele lijnen in Noord-Brabant. Deze bussen zijn naar South West Tours gegaan. |            |
| ZWN-Groep                  | 2222–2226     | 5                       | Overgegaan naar Connexxion                                                                           | Citaro                | Stadsdienst Leiden                                                    | |            |

## Exterieur

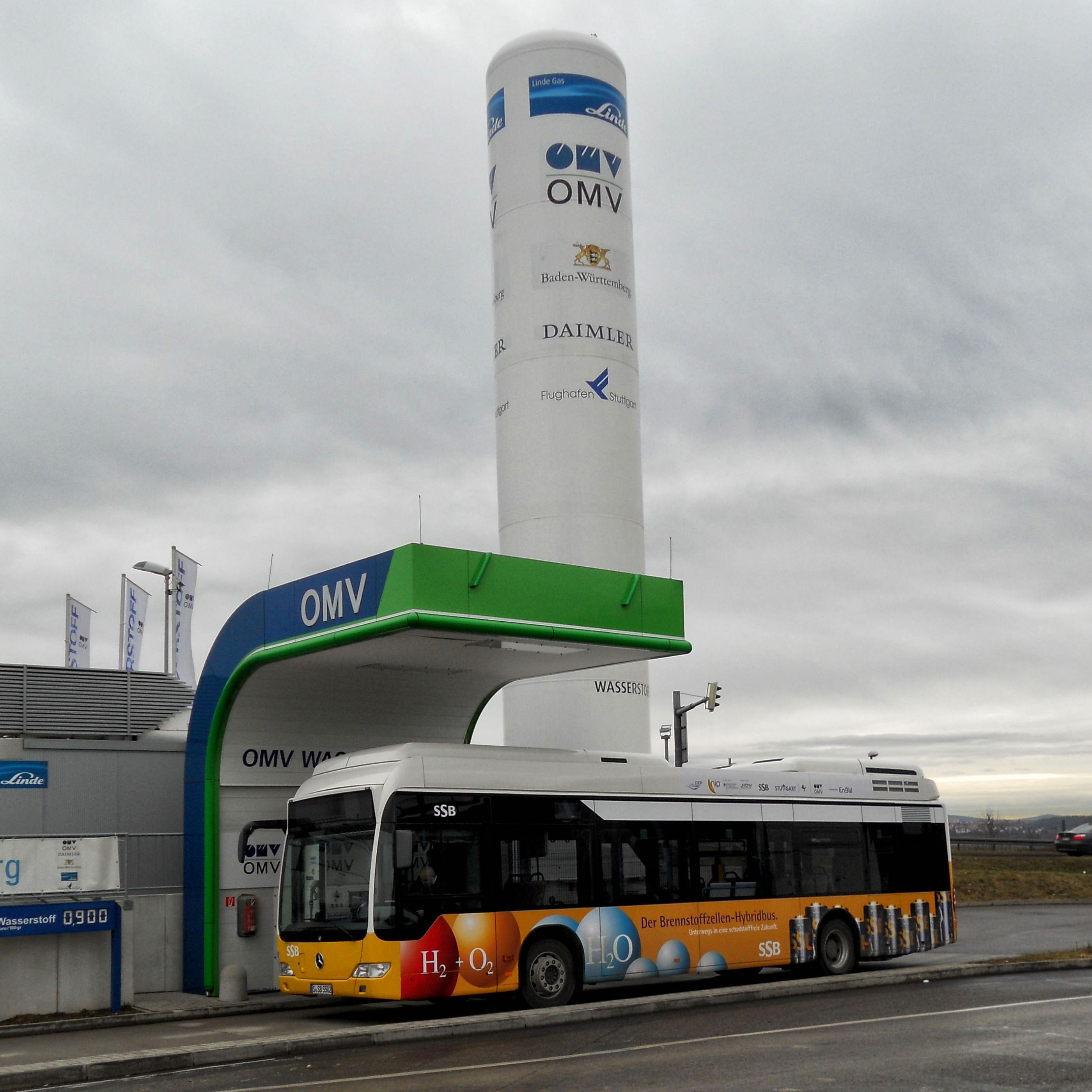
Citaro FuelCELL-Hybrid bij het tanken van waterstof. Stuttgarter Straßenbahn AG
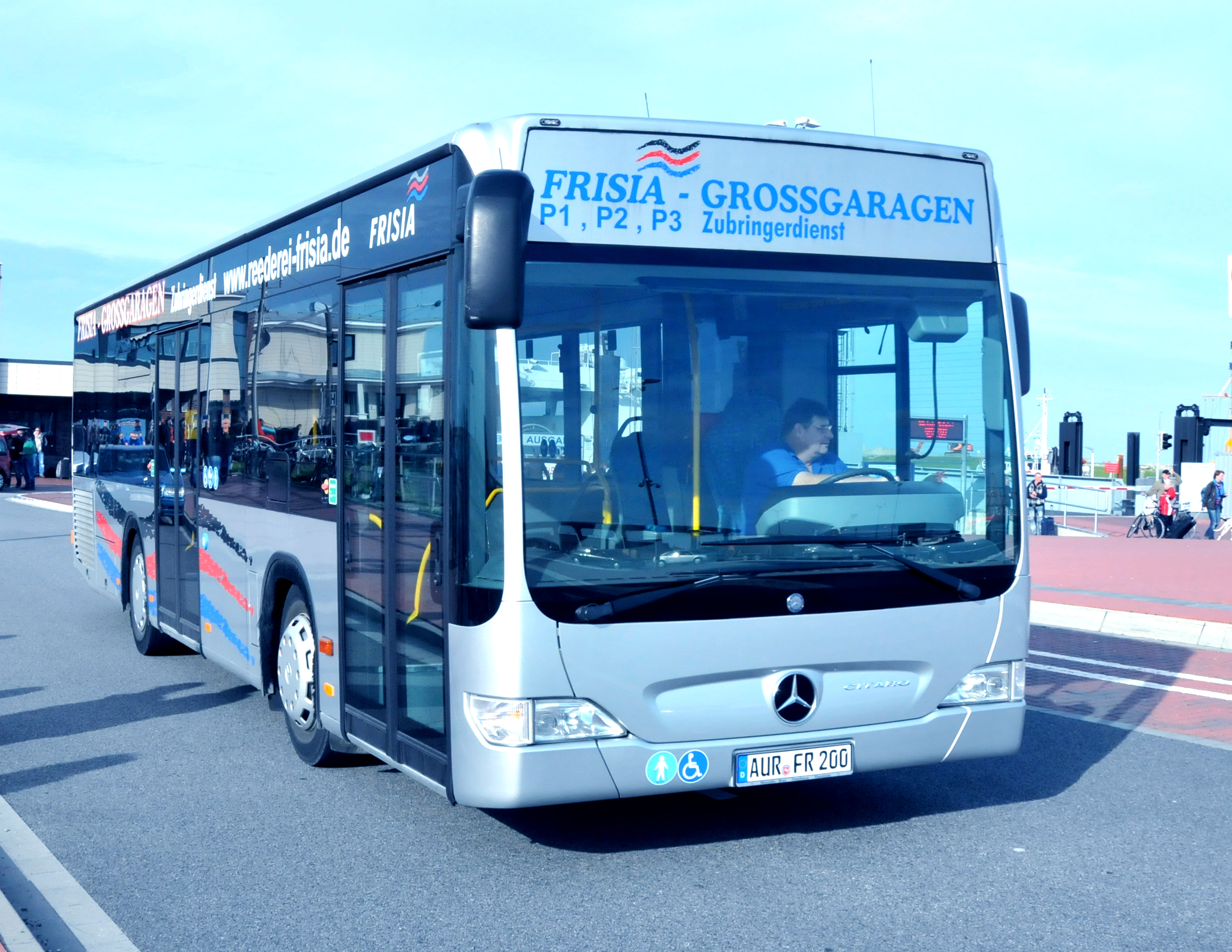
Citaro K te Norddeich
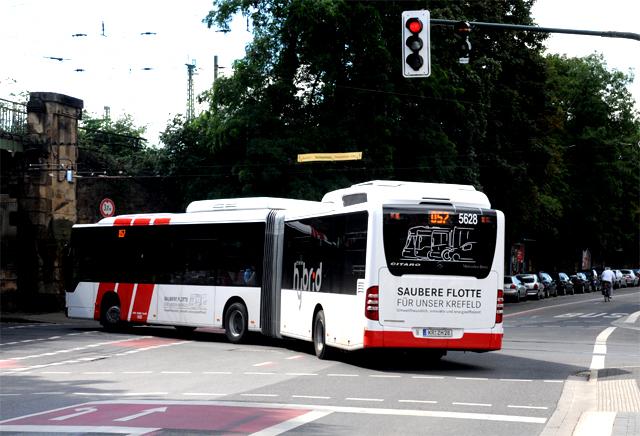
Citaro GDH hybrid in Krefeld
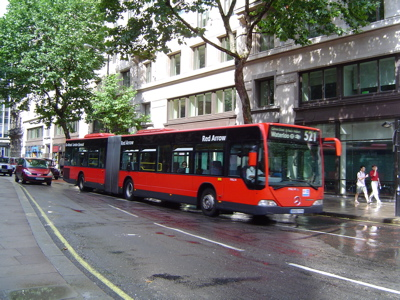
Een gelede Citaro G in Londen
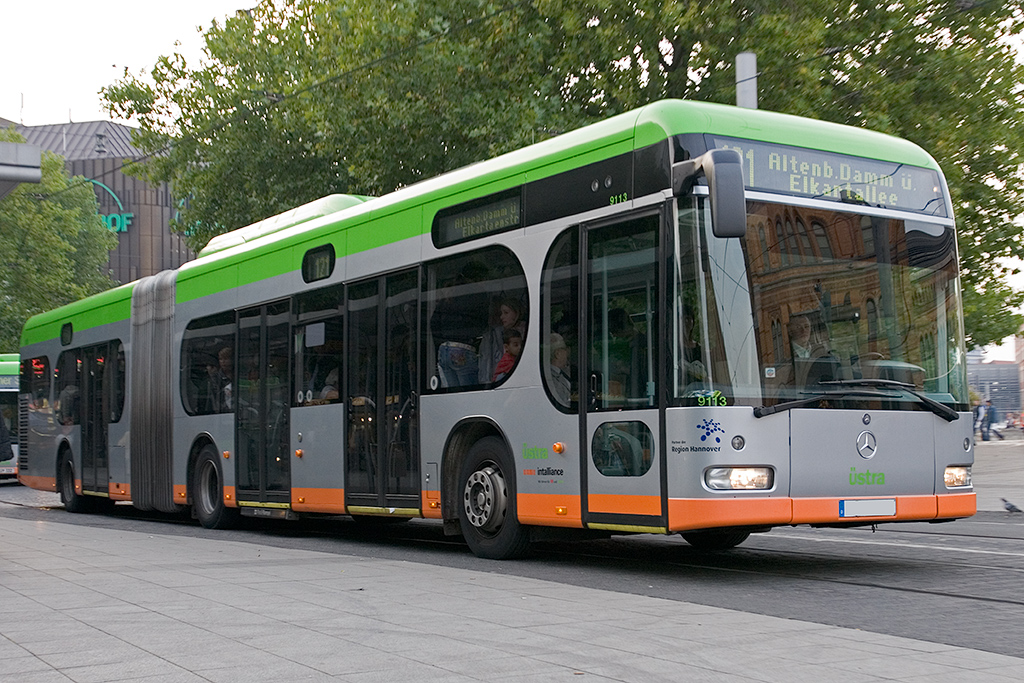
Citaro, Designer James Irvine in Hannover
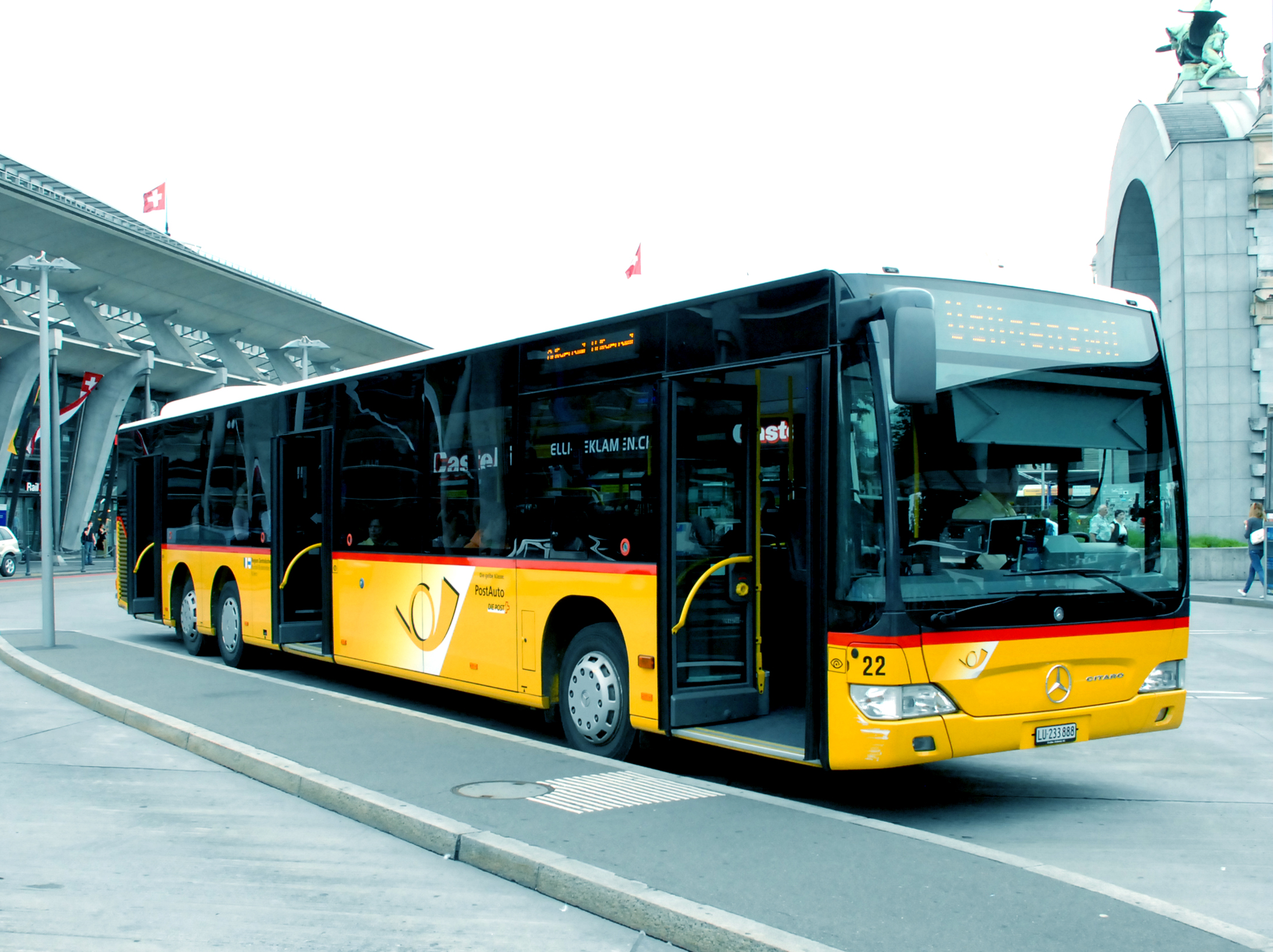
PostAuto bus van het type Mercedes-Benz Citaro L te Luzern
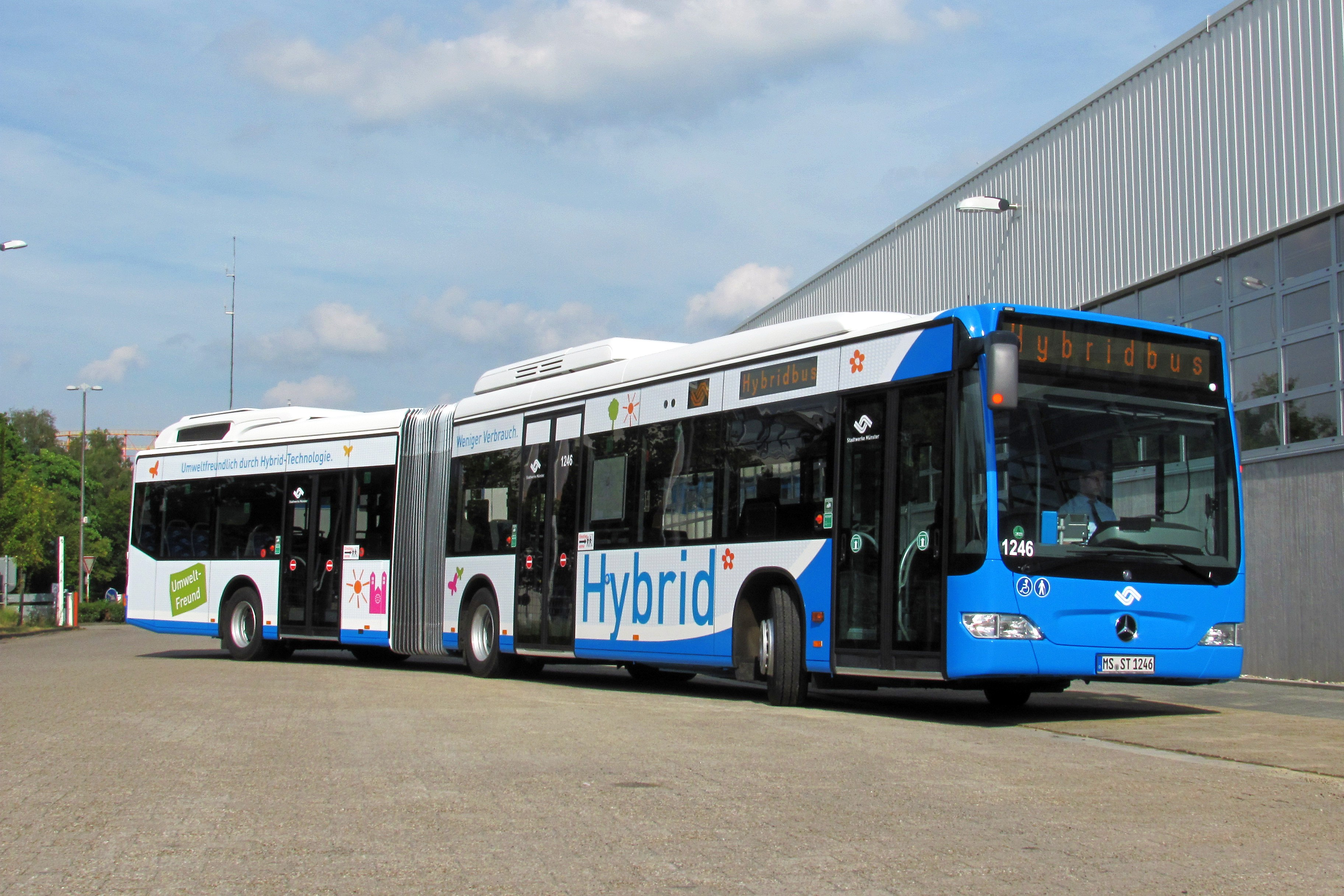
Hybridbus (Citaro GDH) van Stadtwerke Münster

## Interieur

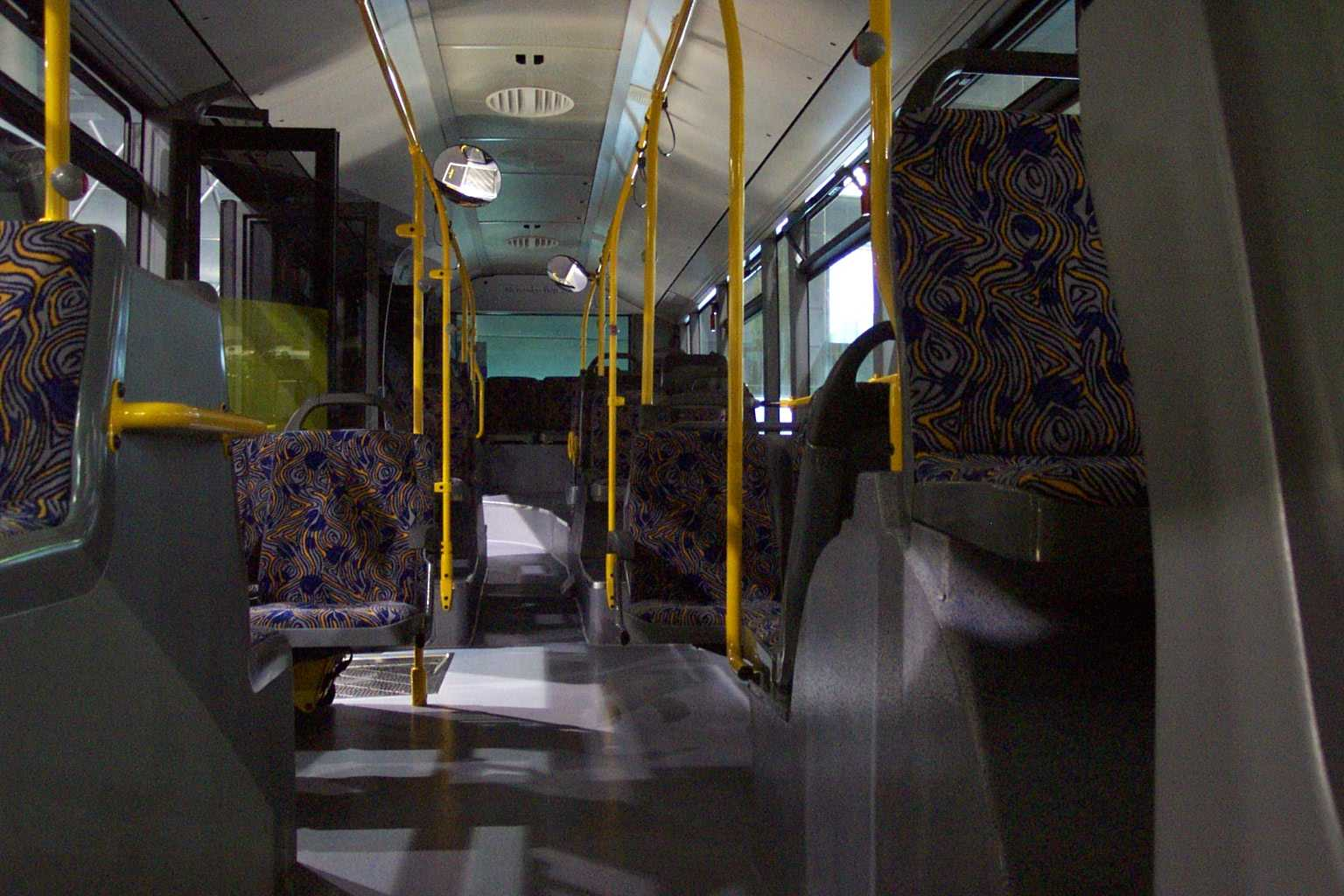
het interieur van een citaro van Brno
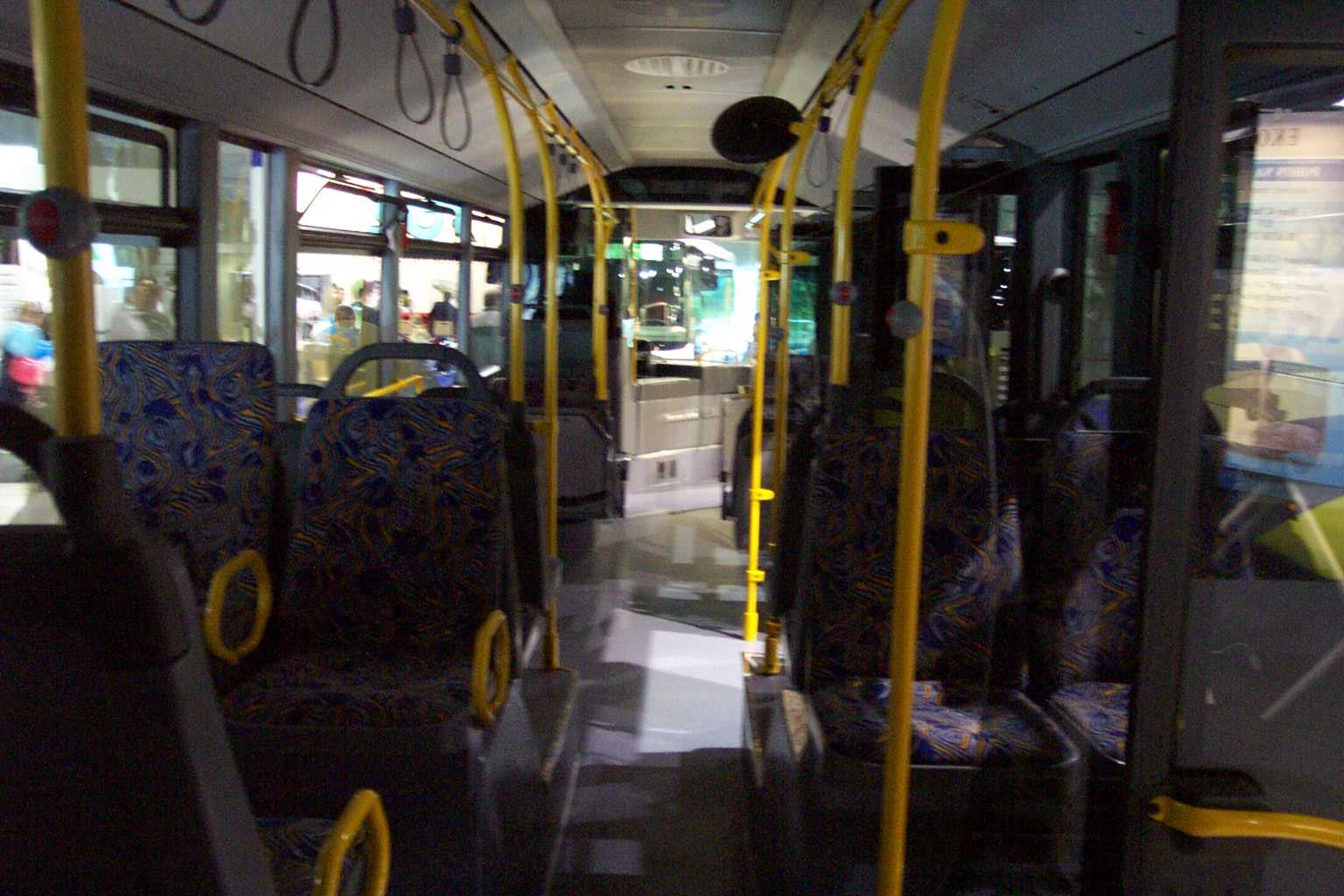
het interieur van een citaro van Brno